# Joe Little Twig
Joseph Little Twig (Johnson) (* 12. Mai 1897 in Hogansburg, New York; † 3. März 1939 in Canton, Ohio) war ein US-amerikanischer American-Football-Spieler und Polizist. Er spielte in der Offensive Line und in der Defensive Line in der National Football League (NFL) unter anderem bei den Oorang Indians.

## Spielerlaufbahn
Der gebürtige Mohawk-Indianer Joe Little Twig spielte bereits an der High School American Football und setzte seine Karriere am College fort. Von 1917 bis 1921 diente er in der United States Army und schloss sich nach seiner Entlassung aus dem Militär den von Jim Thorpe trainierten Oorang Indians an, die in der NFL spielten. Nachdem die Indians nach der Saison 1923 ihren Spielbetrieb einstellen mussten, wechselten neben Twig und Thorpe auch ihr Mitspieler Joe Guyon zu den Rock Island Independents. Nach seinem ersten Spieljahr bei den Independents wurde er zum All-Pro gewählt. Im Jahr 1926 lief Twig zunächst für die Akron Indians auf, bevor er seine Laufbahn bei den Canton Bulldogs beendete.

## Nach der Spielerlaufbahn
Joe Twig diente unmittelbar nach seiner Spielerlaufbahn als Streifenpolizist bei der Polizei in Canton. Im Jahr 1931 quittierte er den Dienst. Twig war zweimal verheiratet und hatte zwei Kinder. Er war am 28. Februar 1939 mit seinem Pkw in einen Verkehrsunfall verwickelt. Bei diesem Unfall erlitt er schwerste Verletzungen, an denen er schließlich am 3. März 1939 verstarb. Er ist auf dem Forest Hill Cemetery in Canton beerdigt.